# Kathodenfolger

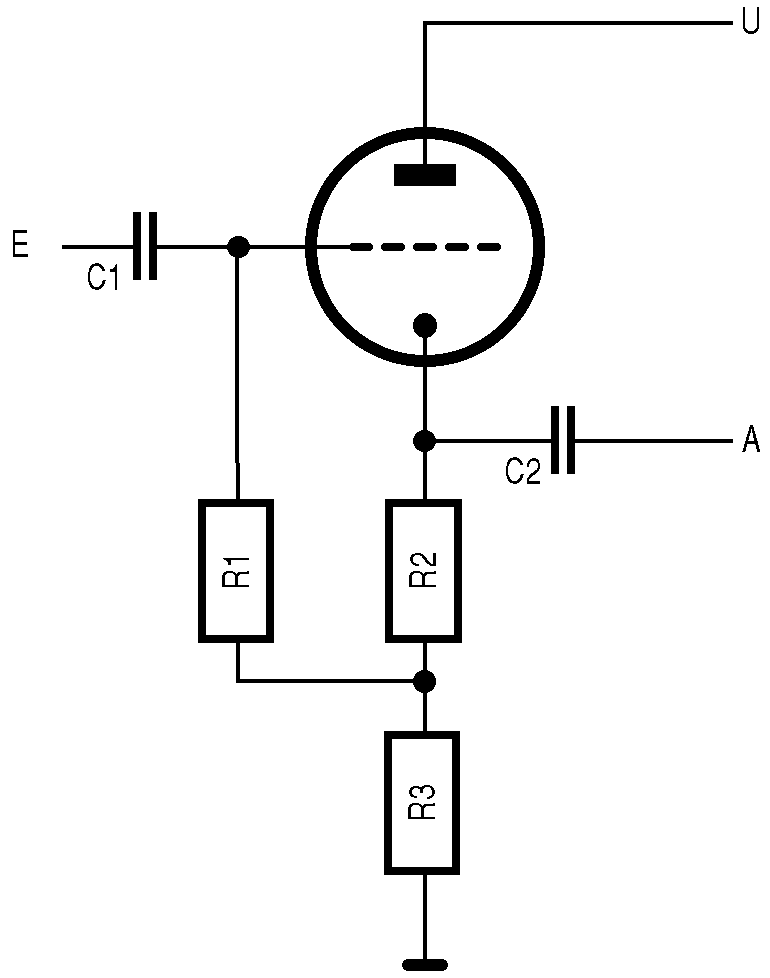
Schaltbild eines Kathodenfolgers

Der Kathodenfolger (auch Katodenfolger, Anodenbasisschaltung) ist eine Röhrengrundschaltung. Er wird vor allem als Impedanzwandler eingesetzt, da er im Gegensatz zu der Kathodenbasisschaltung einen niedrigen Ausgangswiderstand besitzt. Seine Verstärkung ist immer < 1.
Das Eingangssignal wird zwischen E und Masse eingespeist, während die Betriebsspannung zwischen der U (verbunden mit der Anode) und Masse anliegt. Die Kondensatoren C1 und C2 sorgen für eine gleichspannungsseitige Entkopplung zwischen der Schaltung und vor- bzw. nachgeschalteten weiteren Teilen. Zwischen A und Masse kann das Ausgangssignal abgenommen werden.
Die Widerstände R1 und R2 dienen zur Festlegung des Arbeitspunktes durch die automatische Erzeugung der Gittervorspannung an R2. R2 und R3 bilden den Arbeitswiderstand der Röhre. Der Ausgangswiderstand der Schaltung wird durch diesen Arbeitswiderstand und die Steilheit der Röhre im Arbeitspunkt bestimmt.
Das am Eingang eingespeiste Signal erzeugt einen (weitestgehend) phasengleichen Strom durch die Röhre, sowie R2 und R3. Diese Stromänderung ergibt eine wiederum (weitestgehend) phasengleiche Spannung an der Serienschaltung von R2 und R3. Die resultierende Spannung hebt die Kathode potentialmäßig in Phase mit dem Steuergitter gegenüber Masse an, was letztendlich in einer geringeren Steuerspannung der Röhre resultiert und damit die Verstärkung reduziert: Zur Steuerung der Röhre ist die Spannung zwischen Steuergitter und Kathode relevant, nicht zwischen Steuergitter und Masse. Durch diese Gegenkopplung sinkt der Verstärkungsfaktor der Schaltung auf < 1.
Das Bild zeigt die Schaltung anhand einer Triode, wird aber auch bei Tetroden und Pentoden häufig verwendet.